# Mestre Espinho Remoso
Elízio Maximiano Ferreira (Teixeira de Freitas, 1910 - 1960), também conhecido como Mestre Espinho Remoso, foi um capoeirista brasileiro, considerado renomado na história da capoeira angola.

## Biografia e história na capoeira
Elízio aprendeu a arte da capoeira em Santo Amaro, cidade em que trabalho nos engenhos da cana de açúcar. Por lá conheceu o Mestre Cassarangongo (Antônio Elói dos Santos), no Engenho da Pindoba (localizado entre as cidades de Santo Amaro e Candeias), o qual reencontrou posteriormente em Salvador e se tornaram grandes amigos.
Cassarangongo e Elízio trabalhavam juntos no canavial e depois do trabalho, jogavam capoeira. Neste mesmo período, Elízio conheceu em Santo Amaro um homem chamado Tiodé da Quibaca (Quiaca era uma fazenda de cana de açúcar em Maracangalha). Durante um dos jogos entre os dois capoeiristas (Tiodé estava assistindo de espectador), um espinho entrou no joelho de Elízio, deixando seu joelho inchado. Tiodé então retira o espinho do joelho do capoeira, mas a ponta permaneceu fincada. Tiodé bate então no joelho e a ponta se solta na palma de sua mão. A partir desse dia, o homem sugere que Elízio passe a se chamar Espinho Remoso (remoso pode certa a corruptela da palavra "reuma", que significa algo que agride o orgnanismo). Sabe-se também, segundo relatos de Mestre Zé do Lenço (o qual foi discípulo de um dos filhos de Remoso), que Mestre Espinho Remoso era um homem de baixa estatura, negro e musculoso, praticante do Candomblé (segundo relatos de seu filho Virgílio).
Mestre Espinho Remoso vendia fatos no bairro do Retiro em Salvador e realizou um trabalho importante de capoeira na Jaqueira do Carneiro (localizada no bairro Fazenda Grande do Retiro), com a presença de capoeirista baianos relevantes da década de 1950 como Mestre Waldemar, Mestre Paulo dos Anjos e Zacarias Boa Morte. Porém, não foi apenas na Fazenda Grande que Espinho Remoso teve sua fama de capoeirista em Salvador. Segundo o Jornal Metropolitano (1960), ele foi considerado um dos que se destacava na capoeira da época no bairro da Liberdade junto de Mestre Traíra, Mestre Valdemar, Cabeça de Bagre, Mestre Bimba, entre outros.
Entre seus alunos podem ser citados os seguintes: Diogo, Fulô, Florzinho, Valdir, Loriano da Boca do Rio, Gerônimo, Raimundo, Antônio Catarino, Dario do Pandeiro, Buiu, Florisvaldo, Moisés, Valdomiro, Chico Zoião e Firmino. Seu filho Virgílio, foi iniciado na capoeira por ele em 1954, mas teve a formação continuada pelos Mestre Paulo dos Anjos e Mestre Caiçara.
Virgílio foi seu único filho concebido por sua esposa Edite Isabel dos Santos. Além de Edite, Elízio teve outras duas esposas.
Mestre Diogo foi um dos alunos que realizou o funeral de Mestre Remoso após sua morte em 1960, que ocorreu na casa da sua esposa Dona Epifania (com quem teve seu filho Valdir) quando ele tomava banho. Após sua morte, a roda de capoeira da Jaqueira do Carneiro continuou acontecendo, sendo posteriormente continuada por seu filho Virgílio, conhecido como Mestre Virgílio da Fazenda Grande.